# Jaffa Cakes

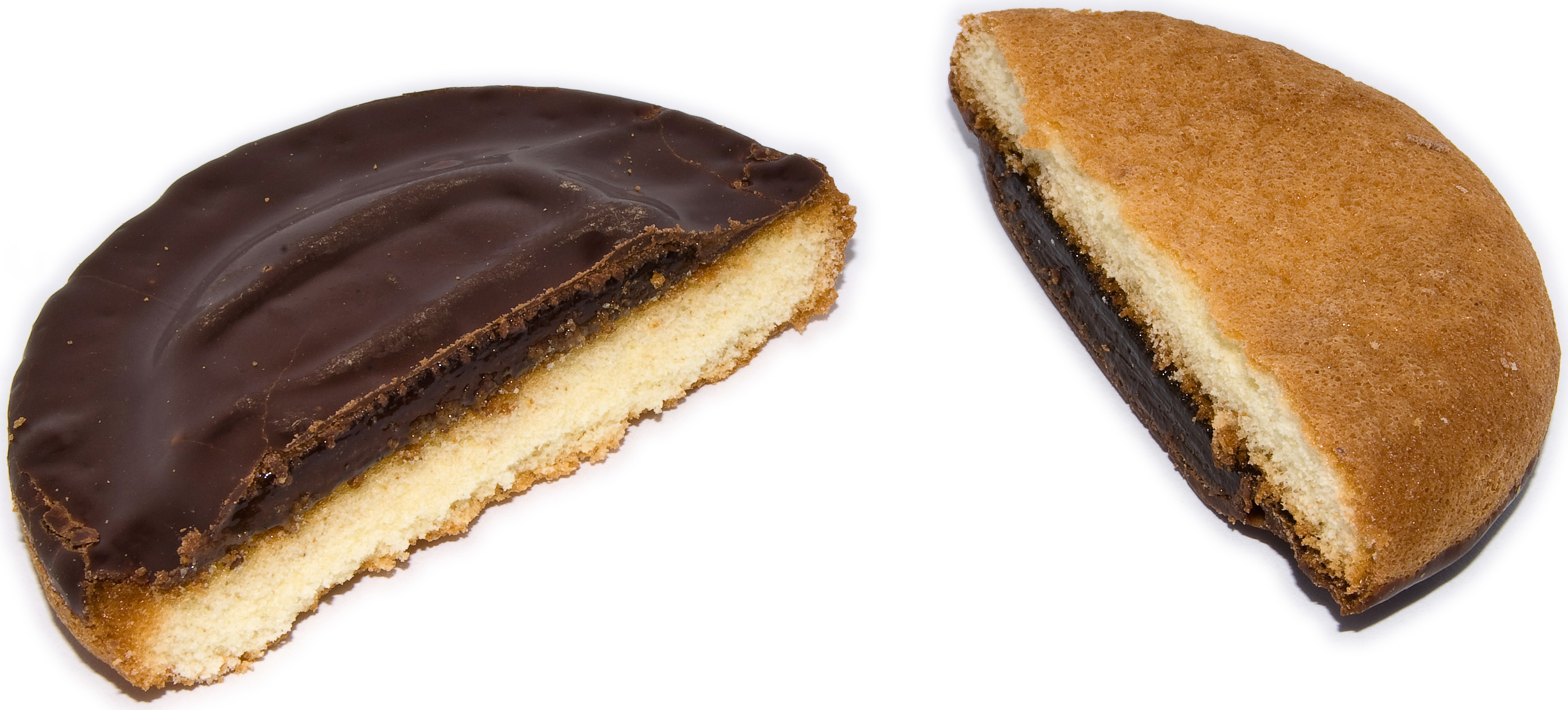
Ein halbierter Jaffa Cake

Jaffa Cakes oder auch nur Jaffa ist ein Gebäck, das aus Großbritannien stammt und 1927 vom britischen Gebäckhersteller McVitie & Price Ltd. eingeführt wurde. McVitie’s ist heute eine Marke des britischen Gebäckherstellers United Biscuits. Ihre Erfindung wird weitgehend John Langlands zugeschrieben, dem damaligen Direktor von McVitie & Price. Das Gebäck wurde nach den aus Jaffa stammenden Jaffa-Orangen benannt.
Jaffa Cakes sind kreisförmig und haben einen Durchmesser von 54 Millimetern. Sie bestehen aus drei Schichten: einer Biskuitbasis, einer Schicht aromatisierten Orangengelees und einem dunklen Schokoladenüberzug. Es gibt auch Produktvariationen mit anderen Geschmackssorten.
Die Unklarheit, ob Jaffa Cakes als Kekse oder als Kuchen einzustufen sind und dementsprechend einer anderen Berechnung der britischen Umsatzsteuer unterliegen, ging gerichtlich zu Gunsten des Herstellers McVitie’s aus. Das Gutachten erkannte dabei zwar an, dass der Konsum von Jaffa Cakes dem von Keksen ähnele, sah aber in Zusammensetzung und Konsistenz des Biskuitteigs eindeutige Merkmale von Kuchen; so muss keine Value Added Tax (Umsatzsteuer) in Großbritannien gezahlt werden – als Keks eingestuft wären es 20 Prozent.
Jaffa Cakes werden heute von verschiedenen Herstellern angeboten, so in rechteckiger Form als Messino von Bahlsen, als Soft Cake von Griesson oder als PiM’s von LU.